# Stanley Baldwin
Stanley Baldwin, 1. jarl Baldwin af Bewdley (født 3. august 1867, død 14. december 1947) var en britisk konservativ politiker, der spillede en central rolle i mellemkrigstiden. Han var premierminister tre gange: 1923-24, 1924-29 og 1935-37.
Baldwin var Chancellor of the Exchequer (finansminister) under premierminister Andrew Bonar Law 1922-23, og da Law måtte træde tilbage på grund af sygdom, overtog Baldwin hans post. Mellem Baldwins tre perioder var Labour-politikeren Ramsay MacDonald premierminister. I 1937 trådte Baldwin frivilligt tilbage som 69-årig efter kong George VI's kroning og overlod premierministerposten til sin partifælle Neville Chamberlain.